# Noël Vantyghem
Noël Vantyghem (Ieper, 9 d'octubre de 1947 - De Panne, 10 de juny de 1994) va ser un ciclista belga, que fou professional entre 1969 i 1975. En el seu palmarès destaca la París-Tours de 1972, així com d'altres clàssiques belgues.

## Palmarès
- 1968
  -  Campió de Bèlgica amateur
  - Vencedor d'una etapa de la Cursa de la Pau
- 1969
  - 1r al Circuit d'Houtland-Torhout
  - 1r a la Gullegem Koerse
- 1970
  - 1r al Gran Premi de Fourmies
  - 1r al Circuit des frontières
  - 1r al Circuit del port de Dunkerque
  - 1r al Premi de Dunkerque
- 1971
  - 1r al Premi de Langemark
  - Vencedor d'una etapa del Tour d'Indre-et-Loire
- 1972
  - 1r a la París-Tours
  - 1r al Circuit des frontières
  - 1r a la Schaal Sels
  - 1r al Premi d'Ingelmunster
  - Vencedor d'una etapa dels Quatre dies de Dunkerque
- 1973
  - 1r a la Nokere Koerse
  - 1r al Premi de Kustpijl
- 1974
  - 1r al Premi d'Ingelmunster